# Zéjel

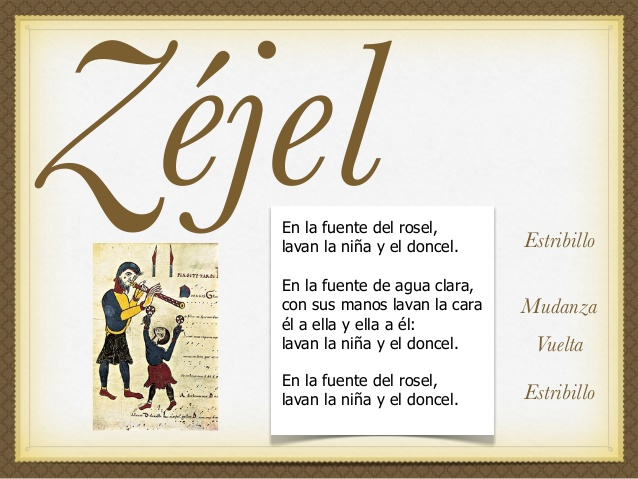

El zéjel o zajal (en árabe: زجل‎, zajal, en árabe andalusí. pronunciado zajál, 'canción' en español) es una forma tradicional de poesía de la literatura árabe recitada en dialecto coloquial con antiguas raíces en la cultura mediterránea. El zéjel, en su forma más típica, consiste en un estribillo de dos versos, al que siguen otros sonidos acompasados que a su vez tienen una rima seguida de otros tres versos (mudanza) y un cuarto verso (vuelta) que rima con los sonidos acompasados de antes pertenecientes al estribillo, anunciando su repetición. La distribución de la rima es la siguiente: aa (estribillo), bbb (mudanza), a (vuelta) y repetición del estribillo. Es decir, aa-bbba, aa-ccca, aa-ddda.
El zéjel libanés fue designado como Patrimonio Cultural Inmaterial de la Humanidad por la Unesco el 27 de noviembre de 2014.

## Zéjel en Al-Ándalus
En origen fue un género poético de la poesía mozárabe, que se desarrolló en forma de canción en Al-Ándalus, cultivado luego por poetas hebreos castellanos y europeos. En Al-Ándalus estaban escritos en árabe dialectal (árabe andalusí, no árabe clásico), y a menudo con palabras y expresiones en romance, muestra del bilingüismo de la sociedad andalusí. El más típico cancionero escrito en forma de zéjeles es el de Abû Bakr ibn Abdul-Malik ibn Quzmân, más conocido simplemente por Ben Quzman, poeta cordobés del siglo XII.

¡Ay fortuna, (a)
cógeme esta aceituna!  (a) [Estribillo de 2 versos]
Aceituna lisonjera (b)
verde y tierna por defuera, (b)
y por dentro de madera, (b) [Mudanza]
¡fruta dura e importuna! (a) [Vuelta]
¡Ay fortuna, (a)
cógeme esta aceituna! (a) [Repetición del estribillo]
Fruta en madurar tan larga (c)
que sin aderezo amarga; (c)
y aunque se coja una carga, (c) [Mudanza]
se ha de comer sola una. (a) [Vuelta]
¡Ay fortuna, (a)
cógeme esta aceituna! (a)
Lope de Vega, en El villano en su rincón

El zéjel era cantado por coro y solista. Era una forma muy popular en Al-Ándalus y solía acompañarse de laúd, flautas, tambor y adufes o castañuelas. A veces, se acompañaba de baile. Tuvo una gran repercusión en todo el mundo árabe de la época, como reseña el historiador Ibn Galib. También tenía mucho éxito en los reinos cristianos, que pagaban altas retribuciones a los juglares moros.

Existen variaciones más libres sobre esta forma tradicional, entre ellas la de Rafael Alberti y la del zéjel asonantado o arromanzado creado por el poeta mallorquín Llorenç Vidal, que mantiene la estructura estrófica del zéjel clásico de Ben Quzman combinada con la rima suavizada del romance.

## Zéjel en la actualidad
Aunque los orígenes del zéjel son medievales, aún sobrevive tanto en el Magreb —en especial en Argelia—, como en el Levante mediterráneo, fundamentalmente en Líbano y Palestina donde los declamadores profesionales del zéjel puede alcanzar altas cotas de reconocimiento y popularidad. El zéjel actual se interpreta en formato de diálogo o debate entre zaŷŷalin (poetas que improvisan el zéjel) como expresión semi-improvisada y semi-cantada. Normalmente se acompaña de instrumentos musicales de percusión (ocasionalmente también con instrumentos de viento. como el ney) y un coro de hombres (y más recientemente de mujeres) que cantan partes de los versos. 
Algunos zaŷŷaali libaneses muy conocidos son Zein Sh'eib, Talih Hamdan, Zaghloul alDamour, Moussa Zgheib, Asaad Said o Khalil Rukoz.